# Giovanni Bozzi
Pour les articles homonymes, voir Bozzi.
Giovanni Bozzi, né le 25 mai 1963, est un entraineur belge de basket-ball.

## Palmarès

### En club
- Championnat de Belgique masculin de basket-ball :
  - Vainqueur (6) : 1996, 1997, 1998, 1999, 2010, 2011 avec le Spirou Charleroi.

- Coupe de Belgique masculine de basket-ball :
  - Vainqueur (4) : 1996, 1999 et 2002 avec le Spirou Charleroi et en 2004 avec le Liège Basket.

- Supercoupe de Belgique de basket-ball :
  - Vainqueur (1) : 2004 avec le Liège Basket.

## Distinctions
Élu entraîneur de l'année en de l'année en 1990-1991, 1997-1998, 1998-1999 et 2003-2004